# Drino terrosa
Drino terrosa är en tvåvingeart som beskrevs av Louis-Paul Mesnil 1949. Drino terrosa ingår i släktet Drino och familjen parasitflugor.
Artens utbredningsområde är Madagaskar. Inga underarter finns listade i Catalogue of Life.